# 霍恩瓦特 (图林根州)
霍恩瓦特（德語：Hohenwarte，發音：[ˈhoːənˌvaʁtə]）是德国图林根州萨尔费尔德-鲁多尔施塔特县的市镇，面积6.31平方千米，2023年12月31日人口为158人。